# Фогтманн, Карен
Карен Фогтманн (Karen Vogtmann; род. 13 июля 1949, Питтсбург, Калифорния) — американский математик, специалист по топологии и геометрической теории групп.
Фелло Американского математического общества (2013), доктор философии (1977), профессор Уорикского и Корнеллского университетов (в последнем эмерит). Нётеровский чтец (2007).

## Биография
Окончила Калифорнийский университет в Беркли (бакалавр, 1971) и там же в 1977 году получила степень доктора философии. В 1977-1978 и 1979 годах приглашённый ассистент-профессор Мичиганского университета и в 1978 году также Брандейского университета. В 1979—1986 годах ассистент-профессор Колумбийского университета. С 1984 года в Корнеллском университете прошла путь от приглашённого ассистент-профессора до — с 2015 года по настоящее время именного профессора-эмерита (Goldwin Smith Professor of Mathematics Emeritus): с 1985 года ассистент-, с 1987 года ассоциированный, с 1994 года полный профессор, именной с 2011 года. Также с 2013 года профессор Уорикского университета.

## Награды и отличия
- Invited speaker at the International Congress of Mathematicians[англ.] (2006)
- ICM Noether Lecture[англ.] (2007)
- European Mathematical Society Lecturer (2010)
- Royal Society Wolfson Research Merit Award[англ.] (2014)
- Премия Гумбольдта (2014)
- Почётный доктор Копенгагенского университета (2017)
- Pólya Prize (LMS)[англ.] (2018)